# Josué de Castro
Josué de Castro (Recife, 5 de septiembre de 1908-París, 24 de septiembre de 1973) fue un médico, nutriólogo, sociólogo, escritor y activista brasileño contra el hambre en el mundo.
Fundador del Instituto de Nutrición de la Universidad del Brasil, fue elegido en 1952 Presidente del Consejo Ejecutivo de la Organización de las Naciones Unidas para la Agricultura y la Alimentación (FAO). En 1954, el Consejo Mundial de la Paz le distinguió con el Premio Internacional de la Paz.
Después del golpe de Estado de 1964 en Brasil, Castro residió en Francia y fue presidente del Centre Internationale pour le Développement (Centro Internacional para el Desarrollo) y del Association Médicale Internationale pour l’Etude des Conditions de Vie et de Santé (Asociación Médica Internacional para el Estudio de la Vida y de la Salud).
La utilización de los principios de la geografía y de la ecología aporta una luz singular a la complejidad del fenómeno de la desnutrición en su obra Geopolítica del Hambre. Publicada por primera vez en 1951, esta obra despertó la conciencia del mundo sobre la terrible calamidad que es el hambre, contribuyendo, además, a crear una concepción enteramente nueva de los problemas del subdesarrollo.

## Obras
Obras principales:
- O Problema Fisiológico da Alimentação no Brasil. Recife: Ed. Imprensa Industrial, 1932.
- O Problema da Alimentação no Brasil. Río de Janeiro: Companhia Editora Nacional, 1933.
- Condições de Vida das Classes Operárias do Recife. Recife: Departamento de Saúde Pública, 1935.
- Alimentação e Raça. Río de Janeiro: Civilização Brasileira, 1935.
- Therapeutica Dietética do Diabete. In: Diabete. Livraria do Globo, Porto Alegre, 1936. p. 271-294.
- Documentário do Nordeste. Río de Janeiro: José Olympio, 1937.
- A Alimentação Brasileira à Luz da Geografia Humana. Río de Janeiro: Livraria do Globo, 1937.
- Festa das Letras. Coautoría de Cecília Meireles. Río de Janeiro: Livraria Globo, 1937.
- Fisiologia dos Tabus. Río de Janeiro: Ed. Nestlé, 1939.
- Geografia Humana. Río de Janeiro: Livraria do Globo, 1939.
- Alimentazione e Acclimatazione Umana nel Tropici. Milão, 1939.
- Geografia da Fome: A Fome no Brasil. Río de Janeiro: O Cruzeiro, 1946.
- La Alimentación en los Tropicos. México: Fondo de Cultura, 1946.
- Fatores de Localização da Cidade do Recife. Río de Janeiro: Ed. Imprensa Nacional, 1947.
- Geopolítica da Fome. Río de Janeiro: Casa do Estudante do Brasil, 1951.
- A Cidade do Recife: Ensaio de Geografia Humana. Río de Janeiro: Casa do Estudante do Brasil, 1956. Reedição de Fatores de Localização da Cidade do Recife.
- Três Personagens. Río de Janeiro: Casa do Estudante do Brasil, 1955.
- O Livro Negro da Fome. São Paulo: Brasiliense, 1957.
- Ensaios de Geografia Humana. São Paulo: Brasiliense, 1957.
- Ensaios de Biologia Social. São Paulo: Brasiliense, 1957.
- Sete Palmos de Terra e um Caixão. São Paulo: Brasiliense, 1965.
- Ensayos sobre el Sub-Desarrollo. Buenos Aires: Siglo Veinte, 1965.
- ¿Adonde va la América Latina?. Lima: Latino Americana, 1966.
- Homens e Caranguejos. Porto: Ed. Brasília, 1967.
- A Explosão Demográfica e a Fome no Mundo. Lisboa: ltaú, 1968.
- El Hambre - Problema Universal. Buenos Aires: La Pléyade, 1969.
- Latin American Radicalism. Edited by Irving Horowitz, Josué de Castro and John Gerassi. New York: Vintage Books, 1969. Coletânea organizada por Irving Horowitz, Josué de Castro e John Gerassi.
- A Estratégia do Desenvolvimento. Lisboa: Cadernos Seara Nova, 1971.
- Mensajes. Bogotá: Colibrí, 1980.
- Fome: um Tema Proibido - últimos escritos de Josué de Castro. Anna Maria de Castro (org.). Río de Janeiro: Civilização Brasileira, 2003.